# حقوق الإنسان في الفلبين
تتعلق حقوق الإنسان في الفلبين بالمفهوم وبممارسة حقوق الإنسان داخل الأرخبيل الفلبيني. يتعلق مفهوم «حقوق الإنسان» بشكل رئيسي (ولكن ليس على سبيل الحصر) بالحقوق المدنية والسياسية للشخص الذي يعيش في الفلبين بموجب دستور الفلبين لعام 1987. تضع حقوق الإنسان التي هي مجموعة مبررة من المطالب، معايير أخلاقية لأعضاء الجنس البشري وليست حصرًا لمجتمع معين أو جنسية معينة. العضوية في الجنس البشري هي المؤهل الوحيد للحصول على هذه الحقوق. حقوق الإنسان على عكس اتفاقيات المنطقة الدولية للقوانين الدولية (مثل الاتفاقية الأوروبية لحقوق الإنسان والعهد الدولي الخاص بالحقوق المدنية والسياسية والحقوق الاقتصادية والاجتماعية والثقافية)، لها ما يبررها عالميًا، لأنها تتعلق بالجنس البشري بأكمله، بصرف النظر عن الموقع الجغرافي.
الفلبين هي إحدى الدول الموقِعة على الإعلان العالمي لحقوق الإنسان الذي صاغته الأمم المتحدة في عام 1948. اعتُمِد الإعلان العالمي لحقوق الإنسان، إلى جانب اتفاقية الإبادة الجماعية واتفاقية القضاء على جميع أشكال التمييز العنصري، من جانب الأمم المتحدة ردًا على الانتهاكات المأساوية والرهيبة لحقوق الإنسان خلال الحرب العالمية الثانية. أُنشِئ ميثاق الأمم المتحدة، وهو معاهدة لتحديد الأدوار والسلطات والواجبات المسموح للأمم المتحدة بممارستها في التعامل مع العلاقات الدولية. تنص المادة الأولى من ميثاق الأمم المتحدة على أن الأمم المتحدة تهدف إلى:
«تحقيق تعاون دولي في حل المشكلات الدولية ذات الطابع الاقتصادي أو الاجتماعي أو الثقافي أو الإنساني، وفي تعزيز وتشجيع احترام حقوق الإنسان والحريات الأساسية للجميع دون تمييز بسبب العرق أو الجنس أو اللغة أو الدين.»
اختصاص الأمم المتحدة وفقًا للميثاق، هو توفير التعاون بين الأمم، ولا تعمل كحكومة دولية. مَهَدَ ميثاق الأمم المتحدة الطريق لصياغة الإعلان العالمي لحقوق الإنسان. يهدف الإعلان العالمي لحقوق الإنسان إلى تعزيز «الاحترام العالمي لحقوق الإنسان ومراعاتها». وبالتالي فالإعلان العالمي لحقوق الإنسان هو ببساطة إعلان لكل موقّع ليتّبِعه في نظامه السياسي. أهمية الإعلان العالمي لحقوق الإنسان مثلما وردت في ديباجته هي:
« الإدراك العام لهذه الحقوق والحريات له أهمية كبرى للوفاء التام بهذا التعهد».
بصفتها دولة موقعة على الإعلان العالمي لحقوق الإنسان، أعلنت الفلبين بعد ذلك عن توضيح هذه الحقوق الأساسية والراسخة لسكانها والالتزام بها. التزمت الفلبين بالإعلان العالمي لحقوق الإنسان من خلال وثيقة الحقوق، واستمرت في وضع قوانين وسياسات تلبي احتياجات قطاع معين مثل قانون العمل وحقوق الشعوب الأصلية.

## ممارسة حقوق الإنسان

### التعذيب
اعتبارًا من عام 2017 أفادت العديد من المصادر عن ممارسة التعذيب من قبل الشرطة وقوات الأمن الأخرى.

### قانون العمل
قبل عهد قانون ماركوس العرفي في الفلبين، لم تُدون جميع قوانين العمل. كلف الرئيس ماركوس لجنة مما سمي آنذاك وزارة العمل (تسمى الآن وزارة العمل والتوظيف أو وزارة العمل) بتوحيد جميع قوانين العمل الحالية في الفلبين. تألفت اللجنة من: أمادو ج. إنسيونغ وكيل وزارة العمل آنذاك، والذي كان رئيسًا للجنة، والمدير ريكاردو كاسترو رئيس اللجنة الفرعية للعلاقات العمالية والمدير دييغو أتينزا رئيس اللجنة الفرعية لمعايير العمل والمدير روني دياز رئيس اللجنة الفرعية للتوظيف والتدريب. وكانت النتيجة المرسوم الرئاسي رقم 442 أو «مرسوم ينص على قانون العمل وتوحيد قوانين العمل والقوانين الاجتماعية لتوفير الحماية للعمال، وتشجيع العمالة وتنمية الموارد البشرية وتأمين السلام الصناعي القائم على العدالة الاجتماعية»، والمعروف باسم «قانون العمل في الفلبين» . تم التوحيد في 1 مايو 1974، ودخل حيز التنفيذ في 1 نوفمبر 1974. قانون العمل هو القانون الشرعي المتحكم بممارسات العمل وعلاقات العمل في الفلبين.

## الأجور والمزايا النقدية
1. الحد الأدنى للأجور:
تسمى المكافآت أو الأرباح التي يدفعها صاحب العمل للموظف مقابل الخدمة المقدمة أجورًا. تشترط المادة 99 من قانون العمل في الفلبين على أنه يجوز لصاحب العمل رفع الحد الأدنى للأجور ولكن لا يسمح له أبدًا خفضها. دفع أقل من الحد الأدنى للأجور غير قانوني. تحدد المجالس الإقليمية الثلاثية للأجور والإنتاجية المبلغ الأدنى للأجور. في حالة الفلبين يعتمد الحد الأدنى لأجر العامل على مكان عمله.
2. راتب الشهر الثالث عشر:
وفقًا للمرسوم الرئاسي رقم 851 يُفوض صاحب العمل بموجب القانون ليمنح موظفيه أجور الشهر الثالث عشر. يجب ألا يقل راتب الشهر الثالث عشر المطلوب بموجب القانون عن واحد على اثني عشر من إجمالي الراتب الأساسي الذي يكسبه الموظف في سنة تقويمية. يُعفى راتب الشهر الثالث عشر من الضرائب المفروضة من الحكومة. الصورة أدناه مأخوذة من وزارة العمل والتوظيف وتوضح حساب الراتب الافتراضي في الشهر الثالث عشر.
3. راتب التقاعد:

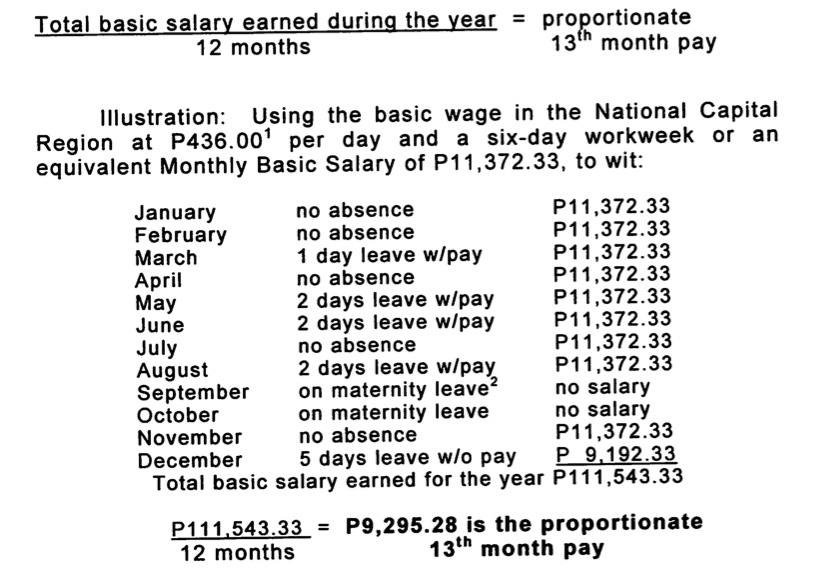

تنص المادة 287 من قانون العمل الفلبيني على أن عمر التقاعد للموظف ستين عامًا أو أكثر، ولكن لا يتجاوز الخمسة والستين عامًا. يحق للموظف المتقاعد الذي خدم ما لا يقل عن خمس سنوات في المؤسسة المذكورة آنفًا أن يحصل على راتب تقاعدي يعادل راتب نصف شهر على الأقل عن كل سنة خدمة، وهو جزء لا يقل عن ستة أشهر يجري اعتباره سنة كاملة. «يُقصد بمصطلح «راتب نصف شهر» خمسة عشر يومًا بالإضافة إلى واحد على اثني عشر من راتب الشهر الثالث عشر وما يعادله من النقد لا يزيد عن خمسة أيام من إجازات حوافز الخدمة».

### ساعات العمل
1.ساعات العمل العادية:
لا تتجاوز ساعات العمل العادية للموظف ثماني ساعات في اليوم بحسب المادتين 83 و 84 من قانون العمل الفلبيني. يجب أن تشمل ساعات العمل كل الوقت الذي يُطلب فيه من الموظف أن يكون في مكان العمل وكل الوقت الذي يُسمح فيه للموظف بالعمل. تعد فترات الاستراحة القصيرة خلال ساعات العمل ساعات عمل.
2.العمل الإضافي:
تنص المادة 87 من قانون العمل الفلبيني على أن أي عمل يتجاوز ثماني ساعات يعتبر عملًا إضافيًا. هذا قانوني بشرط أن يتقاضى الموظف أجرًا مقابل العمل الإضافي. حساب الأجر: هو الأجر النظامي للعامل مضافًا إليه ما لا يقل عن 25% من أجره في الساعة. تُدفع تعويضات إضافية عن العمل المنجز خلال أكثر من ثماني ساعات في يوم عطلة أو يوم راحة، يعادل سعر الساعات الثماني الأولى في يوم عطلة أو يوم راحة زائد ثلاثين بالمئة على الأقل منه.
3.بدل المناوبة الليلية:
تشرح المادة 86 من قانون العمل الفلبيني أن المناوبة الليلية هي ما بين الساعة العاشرة مساءً والساعة السادسة صباحًا. بدل المناوبة الليلية هو دفع ما لا يقل عن عشرة بالمئة من الأجر بالساعة العادية للموظف عن كل ساعة عمل منجز خلال هذه الفترة الزمنية.

### أيام الراحة
1. يوم الراحة الأسبوعية:
- يطلب من صاحب العمل منح كل من موظفيه فترة راحة لا تقل عن أربع وعشرين ساعة متتالية بعد كل ستة أيام عمل عادية متتالية، على النحو المنصوص عليه في المادة 91 من قانون العمل الفلبيني. ينبغي على صاحب العمل تحديد وجدولة يوم الراحة الأسبوعية لموظفيه. ويجب عليه احترام تفضيل الموظفين ليوم الراحة الأسبوعية الخاص بهم عندما يستند هذا التفضيل إلى أسس دينية.[14]
- إذا طلب صاحب العمل من موظفه العمل في يوم الراحة المقرر، سيدفع له تعويضًا إضافيًا لا يقل عن ثلاثين بالمئة من أجره العادي.
- إذا لم يكن لدى الموظف أيام عمل عادية أو أيام راحة، وطلب صاحب العمل منه العمل يوم الأحد وفي الأعياد، عليه أن يدفع له تعويضًا إضافيًا لا يقل عن ثلاثين في المئة من أجره العادي.[14]